# Los Pocitos (Tucumán)
Los Pocitos es una localidad ubicada en el sur del departamento Tafí Viejo, provincia de Tucumán. Depende administrativamente del municipio de Tafí Viejo, de cuyo casco céntrico se halla a unos 9 km.
Forma un aglomerado continuo con el San Miguel de Tucumán, formando parte del Gran San Miguel de Tucumán como su continuo al norte de San Miguel; está separada de Las Talitas por la Avenida de Circunvalación.
La urbanización Lomas de Tafí con más de 5 mil casas representa un profundo cambio en la zona de Los Pocitos.

## Población
El INDEC denominó al componente de Los Pocitos con el nombre de los barrios más importantes que lo componen: Diagonal Norte - Luz y Fuerza - Los Pocitos - Villa Nueva Italia. En 1991 contaba con 4902 habitantes y en 2001 con 7295 personas.